# Limbang
Limbang – miasto i jeden z 11 dystryktów, na które podzielony jest malezyjski stan Sarawak. Dystrykt ma powierzchnię 3978 km², według danych ze spisu ludności z 2000 roku zamieszkiwało go 42 600 mieszkańców. Teren ten został anektowany przez Jamesa Brooke'a i wcielony do Sarawaku w 1890, poprzednio należał do Brunei. Sułtanat Brunei do dziś kwestionuje legalność tej aneksji i wysuwa roszczenia o zwrot dystryktu pod adresem Malezji. Stolica dystryktu leży nad rzeką o tej samej nazwie. Dystrykt Limbang dzieli terytorium Brunei na dwie części – wschodnią i zachodnią.